# Melhania
Melhania is een geslacht uit de kaasjeskruidfamilie (Malvaceae). De soorten uit het geslacht komen voor in Afrika, op Madagaskar, op het Arabisch schiereiland, het Indisch subcontinent, in Myanmar en Zuidwest-China, op het Indonesische eiland Java en in de Australische deelstaat Queensland.

## Soorten
- Melhania acuminata Mast.
- Melhania albiflora (Hiern) Exell & Mendonça
- Melhania ambovombeensis Arènes
- Melhania andrahomanensis Arènes
- Melhania angustifolia K.Schum.
- Melhania annua Thulin
- Melhania apiculata Baker f.
- Melhania beguinotii Cufod.
- Melhania brachycarpa Domin
- Melhania burchellii DC.
- Melhania cannabina Wight ex Mast.
- Melhania carrissoi Exell & Mendonça
- Melhania corchoriflora Baill.
- Melhania coriacea Chiov.
- Melhania damarana Harv.
- Melhania decaryana Arènes
- Melhania dehnhardtii K.Schum.
- Melhania denhamii R.Br.
- Melhania didyma Eckl. & Zeyh.
- Melhania engleriana K.Schum.
- Melhania fiherenanensis Arènes
- Melhania forbesii Planch. ex Mast.
- Melhania fruticosa Arènes
- Melhania futteyporensis Munro ex Mast.
- Melhania hamiltoniana Wall.
- Melhania hiranensis Thulin
- Melhania humbertii Arènes
- Melhania incana B.Heyne ex Wight & Arn.
- Melhania integra I.Verd.
- Melhania itampoloensis (Hochr.) Arènes
- Melhania jaberi Abedin
- Melhania javanica Adelb.
- Melhania kelleri Schinz
- Melhania latibracteolata Dorr
- Melhania magnifolia Blatt. & Hallb.
- Melhania mananarensis Arènes
- Melhania menafe Arènes
- Melhania minutissima Hochr.
- Melhania muricata Balf.f.
- Melhania oblongifolia F.Muell.
- Melhania orbiculari-dentata Arènes
- Melhania ovata (Cav.) Spreng.
- Melhania parviflora Chiov.
- Melhania perrieri Hochr.
- Melhania phillipsiae Baker f.
- Melhania poissonii Arènes
- Melhania polygama I.Verd.
- Melhania polyneura K.Schum.
- Melhania praemorsa Dorr
- Melhania prostrata Burch.
- Melhania quercifolia Thulin
- Melhania randii Baker f.
- Melhania rehmannii Szyszyl.
- Melhania rotundata Hochst. ex Mast.
- Melhania sidoides (Wight & Arn.) Noltie
- Melhania somalensis Baker f.
- Melhania spathulata Arènes
- Melhania steudneri Schweinf.
- Melhania stipulosa J.R.I.Wood
- Melhania substricta Dorr
- Melhania suluensis Gerstner
- Melhania tomentosa Stocks ex Mast.
- Melhania transvaalensis Szyszyl.
- Melhania tulearensis Arènes
- Melhania velutina Forssk.
- Melhania virescens K.Schum.
- Melhania vohipalensis Arènes
- Melhania volleseniana Dorr
- Melhania zavattarii Cufod.

... · 
Abelmoschus · 
Abroma · 
Abutilon · 
Acaulimalva · 
Acropogon · 
Akrosida · 
Allosidastrum · 
Allowissadula · 
Apeiba · 
Ayenia · 
Bakeridesia · 
Adansonia (Baobab) · 
Alcea · 
Althaea (Heemst) · 
Anisodontea · 
Anoda · 
Argyrodendron · 
Bastardia · 
Berrya · 
Bombax · 
Brachychiton · 
Brownlowia · 
Burretiodendron · 
Byttneria · 
Callirhoe · 
Carpodiptera · 
Cavanillesia · 
Ceiba · 
Chiranthodendron · 
(Chorisia) · 
Cola · 
Colona · 
Commersonia · 
Corchorus · 
Craigia · 
Cristaria · 
Cullenia · 
Diplodiscus · 
Dombeya · 
Duboscia · 
Durio · 
Entelea · 
Eremalche · 
Eriolaena · 
Eriotheca · 
Firmiana · 
Franciscodendron · 
Fremontodendron · 
Fuertesimalva · 
Glyphaea · 
Gossypium (Katoenplant) · 
Grewia · 
Guichenotia · 
Gynatrix · 
Gyranthera · 
Hampea · 
Hannafordia · 
Helicteres · 
Heliocarpus · 
Herissantia · 
Heritiera · 
Hermannia · 
Hibiscadelphus · 
Hibiscus · 
Hildegardia · 
Hoheria · 
Horsfordia · 
Howittia · 
Huberodendron · 
Iliamna · 
Keraudrenia · 
Kleinhovia · 
Kokia · 
Kosteletzkya · 
Kostermansia · 
Kydia · 
Lagunaria · 
Lasiopetalum · 
Lavatera · 
Lawrencia · 
Lebronnecia · 
Luehea · 
Lysiosepalum · 
Macrostelia · 
Malacothamnus · 
Malope · 
Malva (Kaasjeskruid) · 
Malvaviscus · 
Malvella · 
Matisia · 
Megistostegium · 
Melhania · 
Melochia · 
Microcos · 
Nayariophyton · 
Nesogordonia · 
Ochroma · 
Pachira · 
Palaua · 
Pavonia · 
Pentace · 
Pentaplaris · 
Phragmotheca · 
Phymosia · 
Pseudobombax · 
Pterospermum · 
Pterygota · 
Quararibea · 
Radyera · 
Reevesia · 
Rhodognaphalon · 
Robinsonella · 
Rulingia · 
Scaphium · 
Scaphopetalum · 
Schoutenia · 
Scleronema · 
Senra · 
Sida · 
Sidalcea · 
Sparrmannia · 
Sphaeralcea · 
Sterculia · 
Symphyochlamys · 
Talipariti · 
Theobroma · 
Thespesia · 
Thomasia · 
Tilia (Linde) · 
Triplochiton · 
Triumfetta · 
Trochetia · 
Trochetiopsis · 
Urena · 
Waltheria · 
Wercklea · 
Wissadula · 
...